# 岸和田市立常盤小学校
岸和田市立常盤小学校（きしわだしりつ ときわしょうがっこう）は、大阪府岸和田市にある日本の公立小学校である。岸和田市立常盤幼稚園を併設している。2019年4月22日時点での児童数は809人である。

## 沿革
- 1873年（明治6年）3月15日 - 堺県第3大区第17中区第22番小学校として下松町浄福寺に創設。
- 1881年（明治14年）12月 - 大阪府泉南郡第1学区常盤小学校へと改称。
- 1883年（明治16年）11月 - 下松732番地に新築移転。
- 1894年（明治17年）11月 - 常盤尋常小学校と称す。
- 1914年（大正3年）4月1日 - 南掃守尋常小学校と改称。
- 1925年（大正14年）6月14日 - 下松761番地に新築移転。
- 1941年（昭和16年）4月1日 - 国民学校令により、南掃守国民学校と改称。
- 1942年（昭和17年）4月1日 - 自治体合併より岸和田市南掃守国民学校へと改称。
- 1947年（昭和22年）4月1日 - 学制改革により、岸和田市立南掃守小学校と改称。
- 1951年（昭和27年）4月1日 - 校名変更により、岸和田市立常盤小学校と改称。
- 1968年（昭和43年）4月1日 - 下松町885番地に、8教室新築移転。
- 1969年（昭和44年）
  - 4月1日 - 6教室増築移転。
  - 8月25日 - 6教室給食調理室増築移転（内幼稚園3教室使用）。
- 1971年（昭和46年）2月25日 - 特別教室（理科・家庭）・体育館竣工。
- 1973年（昭和48年）
  - 3月1日 - 創立100周年記念式典挙行。
  - 4月9日 - 幼稚園6教室竣工移転。
- 1975年（昭和50年）5月10日 - 管理棟、特別教室（音楽・視聴覚室・図書・図工）竣工。
- 1976年（昭和51年）3月20日 - 玄関を教室に改装。
- 1979年（昭和54年）3月31日 - 図工室（プレハブ）増築。
- 1988年（昭和63年）9月1日 - 給食室拡張増改築。
- 1996年（平成8年）8月1日 - 給食室改装。
- 2010年（平成22年）12月 - 耐震工事を実施。理科室・家庭科室・1棟トイレ改修
- 2011年（平成23年）8月 - プール撤去。
- 2012年（平成24年）3月 - 新ちびっ子ホーム完成。
- 2018年（平成30年）8月 - 全普通教室、及び図書室に空調設備完成。
- 2019年（平成31年）4月 - 通級指導教室「ひまわり」新設。

（出典： ）

## おもな学校行事
- 4月： 入学式、始業式
- 5月： 遠足
- 6月： 子どもまつり
- 7月： 終業式
- 9月： 始業式
- 10月： 運動会、遠足（修学旅行）
- 11月： 校内音楽会
- 12月： 終業式
- 1月： 始業式
- 3月： 卒業式、修業式

（出典： ）

## 校区内の主な施設
- 下松駅
- 桜台市民センター
- ときわ公園（都市計画公園上松公園）
- 下松交番
- 岸和田市立桜台中学校

## 交通
- （鉄道）JR西日本 阪和線 下松駅より徒歩10分
- （自家用車）大阪府道30号大阪和泉泉南線「下松交番前」交差点より市道経由